# (32469) 2000 SL188
2000 SL188 (asteroide 32469) é um asteroide da cintura principal. Possui uma excentricidade de 0.15265730 e uma inclinação de 8.91986º.
Este asteroide foi descoberto no dia 21 de setembro de 2000 por NEAT em Haleakala.